# Clinton E. Woods
Clinton E. Woods war eine US-amerikanische Automarke.

## Markengeschichte
Clinton Edgar Woods hatte 1896 bei der American Electric Vehicle Company Erfahrungen im Automobilbau gesammelt. Er entwickelte 1897 ein Elektroauto, dem er seinen Namen gab. Der erste Versuch einer Vermarktung durch die Aluminium Motor Vehicle Company scheiterte. 1898 entstanden bei der Fisher Equipment Company aus Chicago in Illinois rund 60 Fahrzeuge für ihn. Ab 1899 war er an der Woods Motor Vehicle Company beteiligt, die er jedoch wieder verließ.
1901 gründete er die Woods-Waring Company, ebenfalls in Chicago. Dort stellte er weitere Fahrzeuge her. Ende 1901 endete die Produktion.

## Fahrzeuge
Im Angebot standen ausschließlich Elektroautos. Für die Zeit von 1898 bis 1899 sind Aufbauten als Hansom Cab und Road Buggy überliefert. Später gab es einen Light Stanhope, Brougham Cab, Victoria-Stanhope und ein leichtes Nutzfahrzeug.